# Helsingfors stadsbibliotek

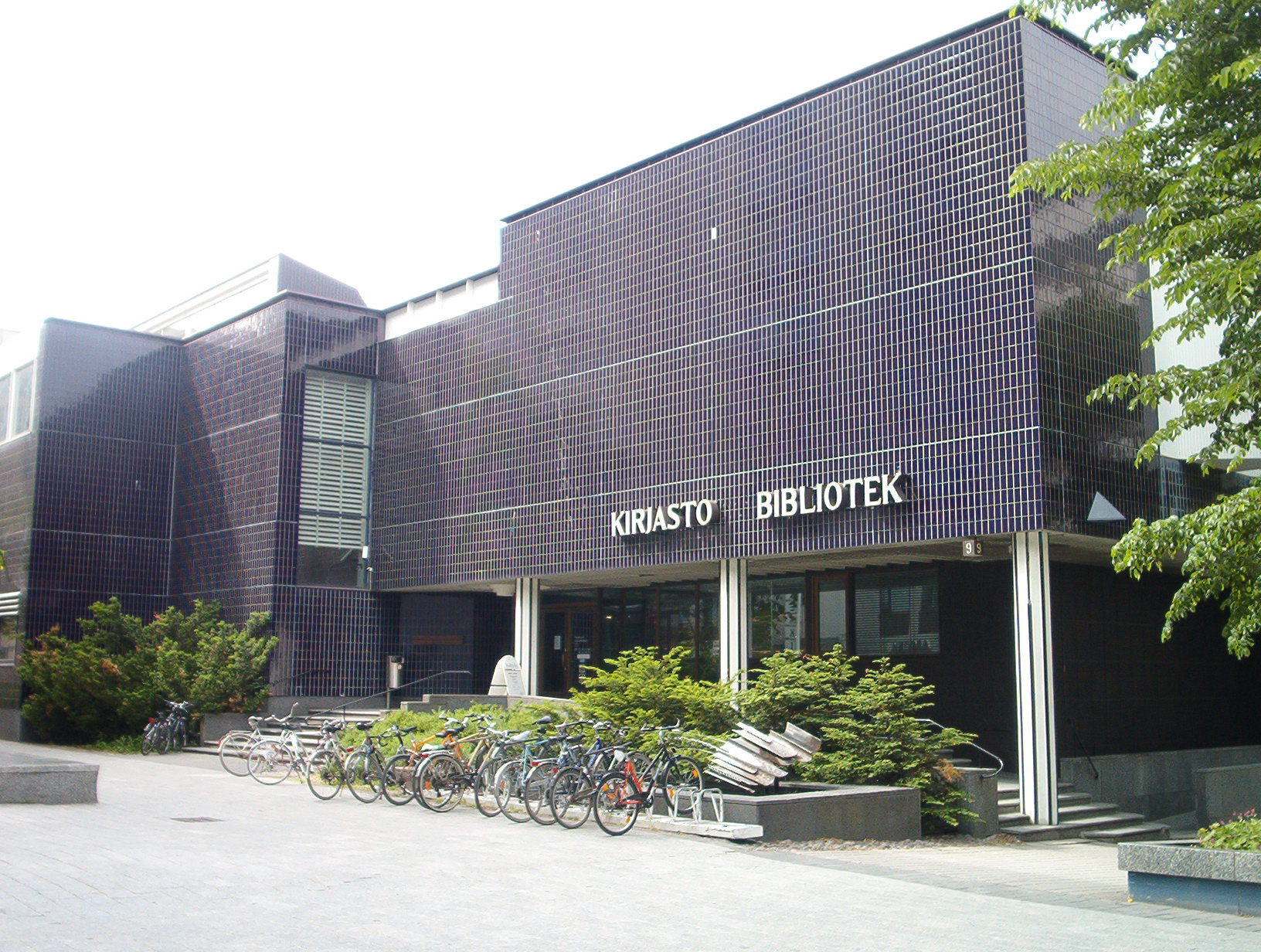
Helsingfors stadsbiblioteks huvudbibliotek i Böle

Helsingfors stadsbibliotek (finska Helsingin kaupunginkirjasto) är det största allmänna biblioteket i Finland. Biblioteket ägs av Helsingfors stad. Bibliotekssystemet består bland annat av 36 bibliotek och har cirka 500 anställda samt innehåller över 1,6 miljoner böcker. Stadsbibliotekets huvudbibliotek ligger för närvarande i stadsdelen Böle. Byggandet av ett nytt huvudbibliotek har inletts invid Helsingfors järnvägsstation. Sedan 1981 är Helsingfors stadsbibliotek även centralbibliotek för de allmänna biblioteken i Finland.

## Historik

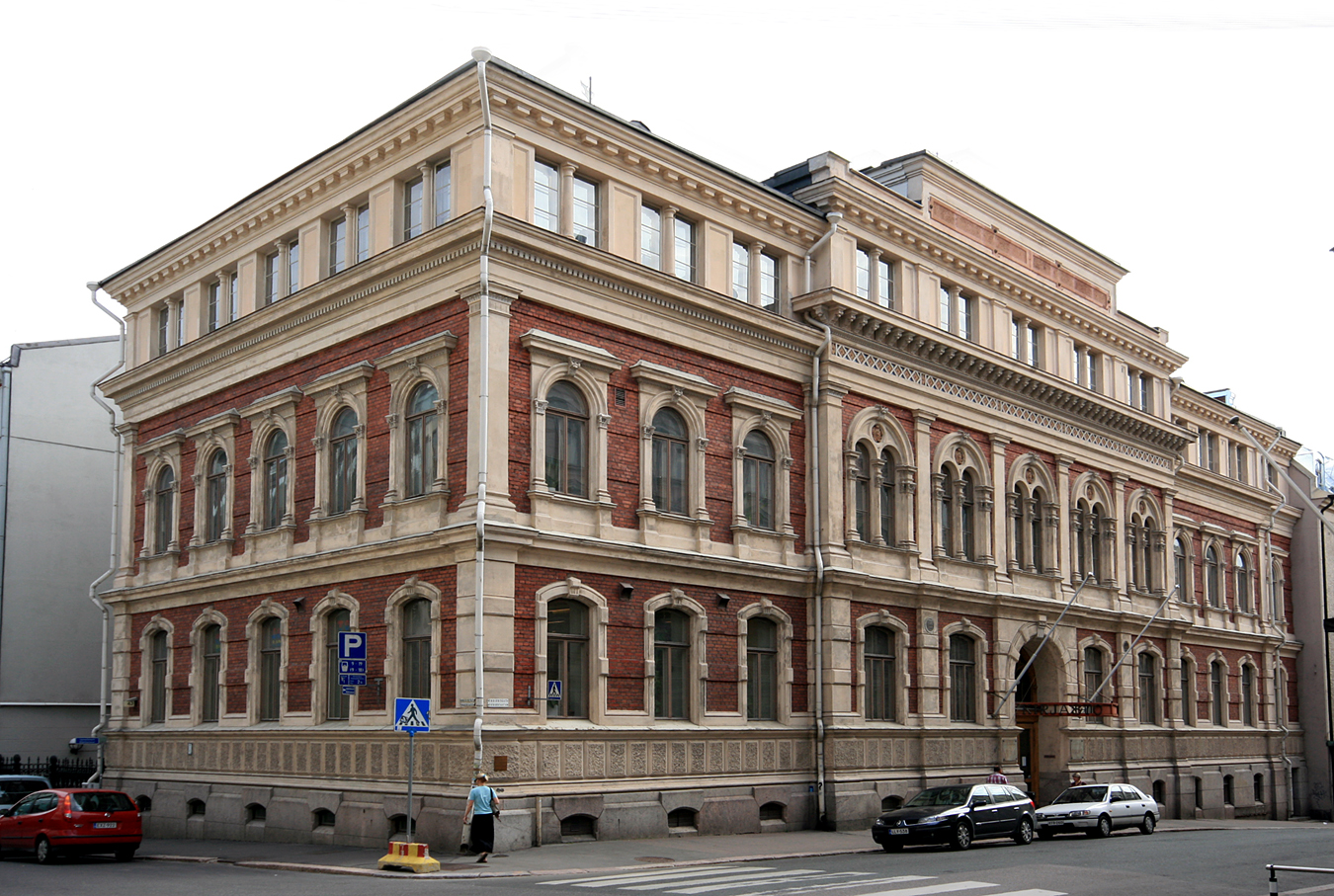
Richardsgatans bibliotek i Gardesstaden

Helsingfors stadsbibliotek har anor från 1860-talet. På ett privat initiativ grundades Helsingfors folkbibliotek den 7 oktober 1860. Den drivande kraften bakom initiativet var Fruntimmersföreningen i Helsingfors. Lärarinnan Helene Simelius och föreningens sekreterare Zacharias Topelius och Frans Ludvig Schauman hade huvudansvaret för genomförandet.

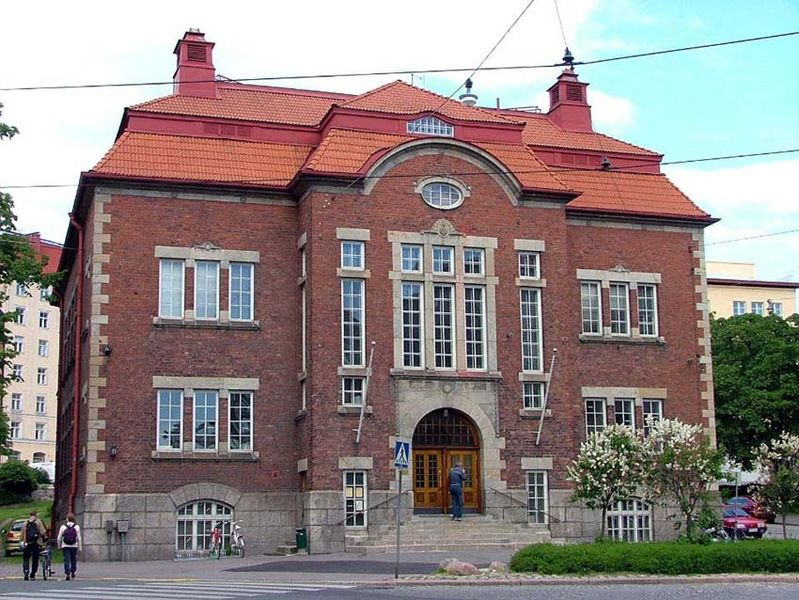
Berghälls bibliotek i Berghäll

Biblioteket öppnade sina dörrar i Hällströmska huset i hörnet av Regeringsgatan och Fabiansgatan i oktober 1860. Under det första verksamhetsåret innehöll biblioteket cirka 500 böcker och det lånade ut cirka 1700 lån. Biblioteket hade finansiella problem och var tvunget att flytta från den ena lokalen till den andra under de första verksamhetsåren. År 1871 började biblioteket få understöd av Helsingfors stad och 1876 överläts folkbiblioteket i stadens ägo.
År 1882 fick biblioteket flytta till en ny biblioteksbyggnad vid Richardsgatan i stadsdelen Gardesstaden. När Richardsgatans bibliotek hade blivit färdigt väcktes frågan om möjliga filialbibliotek. Stadsdelarna Tölö och Rödbergen fick sina egna filialbibliotek mellan 1898 och 1899. Det privata Sörnäs folkbibliotek, som senare blev Berghälls bibliotek, gick i stadens ägo. År 1908 grundades ett filialbibliotek i Vallgård och 1926 i Kottby. Filialbiblioteken fungerade i hyreslokaler, med undantag av Berghälls bibliotek som fick en ny biblioteksbyggnad ritad av stadsarkitekt Karl Hård af Segerstad år 1912.
Officiellt blev folkbiblioteket Helsingfors stadsbibliotek 1910. Stadsbibliotekets nuvarande huvudbibliotek i Böle är ritat av arkitekt Kaarlo Leppänen och stod färdigt 1986.